# Венедикт Попов
Венедикт Димитров Попов е български адвокат и общественик от края на XIX и началото на XX век.
Роден е в Болград, Бесарабия. Живее във Варна и Русе. Избран е за секретар на Варненския окръжен съд от Христо Върбанов веднага след Освобождението. Окръжен управител  на Варна 1896 - 1898 г. (Вероятно през целия период на 3-то правителство на Константин Стоилов 1894-1899 г.).
Кандидат за депутат от Народната партия през 1902 г.. Народен представител в XVII обикновено народно събрание (1914-1919).
През 1922 г. става преподавател по граждански правни науки в катедра „Право” към търговското училище във Варна.
Последно е живял във Варна на адрес ул. "Цар Крум" №17 (Вероятно става дума за днешната улица "Хан Крум").
Починал на 21 януари 1936 г.
Негов син е архитект Стефан Венедикт Попов.